# 金允诚 (中国)
金允诚（1905年12月5日—1969年11月10日），原名韫慧，爱新觉罗氏，滿洲正红旗人，清朝皇族，郡王銜貝勒載濤次女。與丈夫蒙古阿拉善旗扎萨克亲王达理扎雅一同參與阿拉善的建设，并通晓诗词歌赋、绘画刺绣。中华人民共和国建政后参加内蒙古自治区的领导工作。

## 早年与婚姻
金允诚清光绪三十一年十一月初九（1905年12月5日）出生于北京，其父是光緒帝同父異母弟郡王銜貝勒載濤，即金允诚是光绪帝的侄女、宣统帝的堂姐。金允诚青少年时期，聪明伶俐，喜欢书法和绘画，能用英语翻译一些短篇作品，酷爱刺绣，通晓诗词歌赋。
1925年，金允诚同比她小一个月的蒙古阿拉善旗扎萨克亲王的儿子达理札雅结婚。1931年达理札雅袭阿拉善旗扎萨克和硕亲王，金允诚成为亲王福晋。

## 建设阿拉善
1932年，金允诚定居阿拉善旗，帮助其丈夫学習文化知識。
1935年，金允诚协助达理札雅在阿拉善创办了旗立定远营小学。两年后又创办了旗立定远营女子小学，自任校长，并兼代公民、国语、算术等课程。这两座小学是今天阿拉善左旗蒙古族第一实验小学的前身。
她利用自己的身份在阿拉善反对包办婚姻，反对缠足，提倡新法接生。

## 囚禁宁夏、甘肃
1938年抗日战争期间，达理札雅与国民政府和毗邻的宁夏军阀马鸿逵有罅隙。一次达理札雅着满清服饰参加典礼，马鸿逵和国民政府恐达王投日，马鸿逵执行国民政府命令出兵将达理札雅全家押解银川8个月，后移住甘肃兰州7年。这段时期金允诚广泛社交，参加当地的书画社，并出版诗集《爱吾庐诗草》。
1944年，达理扎雅获准返回阿拉善旗。1949年9月23日，达理扎雅率阿拉善旗接受中国共产党领导。

## 领导工作
金允诚随丈夫加入中国共产党阵营，擔任寧夏回族自治區民主婦聯副主任、巴彥淖爾盟婦聯主任，內蒙古自治區婦聯幅主任、內蒙古自治區人民大會代表、婦女代表大會代表。

## 去世和平反
文化大革命开始后，达理扎雅、金允诚夫妇在北京休养，被红卫兵揪回巴彦淖尔盟批斗。达理扎雅于1968年11月8日在巴彦淖尔盟第二中学被批斗时去世，次年金允诚去世。
1979年2月13日，内蒙古自治区党委和内蒙古自治区人民政府在呼和浩特为达理札雅和夫人金允诚举行追悼大会，为其彻底平反昭雪并恢复名誉。

## 文化
- 《爱吾庐诗草》诗集，金允诚著，出版于民国34年（1945年）
- 1960年达理扎雅、金允诚夫妇在中国政府的“反复动员”后，将家传的《石头记》蒙古王府版捐献给国家。该书是红学研究的一个重要版本。该书捐献收据签名人即为金允诚。[3]

## 子女
达理扎雅、金允诚夫妇育有六女一子：达倩芬、达芝芬、欢格格、达莹、金英、齐木德道尔吉、达锐。